# Skogsby
Skogsby est une localité de Suède dans la commune de Mörbylånga située dans le comté de Kalmar.
Sa population était de 955 habitants en 2019.